# Grzegorz Stanisławski
Grzegorz Piotr Stanisławski (ur. 21 czerwca 1969) – polski ekonomista, menedżer i urzędnik państwowy, w latach 2004–2005 podsekretarz stanu w Ministerstwie Finansów.

## Życiorys
Ukończył studia ekonomiczne, przebywał także na stypendiach w Wielkiej Brytanii i Stanach Zjednoczonych. Od 1993 do 1998 pracował w  Instytucie Badań nad Gospodarką Rynkową oraz jako wykładowca na uczelniach wyższych oraz przy studiach MBA. Od 1998 do 2004 zatrudniony w Telekomunikacji Polskiej jako dyrektor Departamentu Rozwoju Biznesowego i Analiz Strategicznych. Odpowiadał za tworzenie planów strategicznych i prywatyzację przedsiębiorstwa.
8 listopada 2004 powołany na stanowisko podsekretarza stanu w Ministerstwie Finansów, w drugim rządzie Marka Belki, odpowiedzialnego za informatyzację resortu, politykę makroekonomiczną i finansową oraz środki unijne. Należał do rządowej grupy roboczej ds. strategii rozwoju radiofonii. Odwołany z funkcji 21 listopada 2005. W kolejnych latach zatrudniony w funduszach inwestycyjnych i spółkach: od 2007 do 2010 zasiadał w radzie nadzorczej funduszu Phenomind Ventures SA, od 2020 w radzie Polenergii; kierował też radą nadzorczą Experior Venture Fund. Znalazł się w radzie nadzorczej Kulczyk Foundation i został prezesem spółki Cogito Lab. Brał także udział w projektach branży chemicznej i nawozowej w Kazachstanie i na Ukrainie. Podjął działalność jako doradca gospodarczy.